# Trogloguignotus concii
Trogloguignotus concii là một loài bọ cánh cứng trong họ Bọ nước. Loài này được Sanfilippo miêu tả khoa học năm 1958.